# The Time Machine (película de 1960)
The Time Machine (en España, El tiempo en sus manos; en Hispanoamérica, La máquina del tiempo) es una película basada en la novela de H. G. Wells La máquina del tiempo (The Time Machine, 1895). Fue estrenada en 1960. En 2002 se hizo otra versión: La máquina del tiempo.

## Sinopsis
George Wells (Rod Taylor) es un científico que construye una máquina con la que puede viajar en el tiempo. Cuando está terminada se despide de sus amigos en una cena el día 31 de diciembre de 1899, se sube a la máquina y desaparece. Se detiene en el año 1917. Su casa está abandonada, y en el camino cree encontrarse con su amigo David Filby (Alan Young), pero en realidad se trata del hijo de éste, James, que le cuenta que su padre murió en la guerra (Primera Guerra Mundial). George viaja entonces hasta el año 1940, y ve el bombardeo alemán en Inglaterra durante la Segunda Guerra Mundial. Avanza más rápido hacia el futuro y se detiene en el año 1966, donde se encuentra de nuevo con James Filby esta vez en la vejez, suena una sirena y James le dice que corra al refugio que se acerca un satélite nuclear, George trata de hablar con James pero ese se va a un refugio, empieza entonces un bombardeo nuclear que destruye todo. George vuelve a su máquina justo en el momento en el que los volcanes entran en erupción expulsando lava por todas partes, de repente su máquina es cubierta por la lava, aunque a George le da tiempo de accionarla viajando al futuro muy rápidamente. Atrapado en la lava y pasando frío se da cuenta de que no era la Segunda Guerra Mundial sino una guerra nueva, una guerra nuclear.
 Pasan miles de años hasta que la montaña donde está atrapado se erosiona y, por tanto, la máquina queda libre. Exhausto, George se detiene en el año 802701. Explorando entre plantas que no ha visto nunca, llenas de frutos exóticos se encuentra con un grupo de humanos que retozan y toma el sol despreocupados junto a un pequeño río. Él se alegra de encontrar gente pero pronto ve cómo una chica llamada Weena (Yvette Mimieux) se está ahogando y nadie hace nada. Él se arroja al agua y la pone a salvo, momento en que todos se van a un edificio semiabandonado para comer. Weena agradece a George que la salvara, y ante las preguntas de este de como están organizados como sociedad y quien los gobierna, Weena lleva a George a una sala aparte abandonada y llena de polvo donde descubre al ver como los libros se hacen polvo al tocarlos el tipo de sociedad que son.
Weena enseña a George “anillos que hablan” pero que ellos no entienden. Los anillos enseñan a George que después de la última guerra la atmósfera está muy dañada, la última fábrica de oxígeno es destruida y la civilización se divide en dos: unos probaron fortuna en la gran caverna y otros se quedaron en la superficie. Así es como nacen dos razas distintas: los Eloi, habitantes de la superficie y los Morlocks, habitantes de la gran caverna. Weena le dice a George que no salga, pues es de noche y les está prohibido, aunque este no hace caso y tienen un tropiezo con un Morlock.
Al día siguiente mientras están en el campo tomando el sol, se oyen sirenas (las mismas que oyó George en el año 1966), que hacen que los Eloi queden hipnotizados y se dirijan hacia la casa de los Morlocks. George trata de detener a Weena cuando ella cae en trance, pero es inútil. Ella y otros Eloi más quedan atrapados en la guarida de los Morlocks. George furioso por la actitud de los Eloi de no hacer nada, baja a la guarida a rescatar a Weena; en el camino se encuentra con huesos humanos, lo que le confirma que los elois son usados como comida por los Morlocks. George encuentra a Weena y a los otros Eloi, allí empieza una lucha entre George y los Morlocks, quienes muestran su debilidad ante la luz y el fuego cuando George les lanza antorchas. Finalmente es acorralado por los Morlocks y a punto de morir, George le pide ayuda a los Eloi, quienes finalmente se rebelan contra los Morlocks y comienzan a luchar. Luego de salir George de la guarida, por una chimenea, arrojan ramas que avivan el fuego que causaron en su huida, fuego que se dirige hacia las máquinas que explotan dejando grandes daños y matando a los Morlocks. George es avisado que la guarida principal de los Morlocks está destruida y la puerta que le separaba de su máquina está abierta. George se dirige a la zona y le dice a Weena que le acompañe, pero de pronto las puertas se cierran, encerrando a George y su máquina, y dejando a Weena afuera. Tras una corta pelea con algunos Morlocks sobrevivientes, George tira la palanca del tiempo avanzando aún más en el tiempo y ve a un Morlock muerto pasar por el estado de descomposición y finalmente convertirse en un esqueleto. George ralentiza su máquina hacia atrás, retrocediendo en el tiempo hasta llegar a su época el 5 de enero de 1900. Allí cuenta su historia a sus amigos, quienes sin embargo no le creen. Cuando sus amigos se van, Filby le pide a George que no salga de la casa, este le promete “no salir de la casa”. Mientras Filby se pone el abrigo la casa tiembla y tanto él como la Sra. Watchett, doncella de George, corren al estudio. Allí ven unas marcas que van del jardín al centro de la estancia.
Filby le cuenta a la Sra. Watchett donde estaba Weena y donde estaba la máquina. Ella le pregunta a Filby si George regresará algún día, y Filby responde: “George tiene todo el tiempo del mundo”.

## Reparto
- Rod Taylor como H. George Wells
- Alan Young como David Filby/ James Filby
- Yvette Mimieux como Weena
- Sebastian Cabot como Dr. Philip Hillyer
- Tom Helmore como Anthony Bridewell
- Whit Bissell como Walter Kemp
- Doris Lloyd como Sra. Watchett
- Paul Frees como La voz de los Anillos (sin acreditar)

## Premios
La película ganó un Óscar a los Mejores Efectos Especiales.